# 南京师范大学泰州学院
南京师范大学泰州学院，是南京师范大学在泰州市举办的普通全日制本科独立学院，实行董事会领导下的院长负责制。

## 历史
2004年6月，南京师范大学泰州学院批准成立；2008年，参与组建泰州大学（筹）。
2008年，学院获学士学位授予权。
2015年，成立南京师范大学泰州学院管理委员会。
截至2022年2月，学校占地面积660991平方米，教学行政用房总面积154485.72平方米；设有二级学院12个，开办本科专业48个；有在校生10707人，专任教师599人；图书馆馆藏图书99万余册。
2021年3月18日，江苏省教育厅公示南京师范大学泰州学院与江苏农牧科技职业学院合并转设为省属公办本科学校。
2021年6月4日，教育部发展规划司发布公示，拟同意该院与江苏农牧科技职业学院合并，转设为本科层次职业学校江苏农牧科技职业技术大学。2021年6月8日，南京师范大学发布公告，宣布南京师范大学泰州学院终止与高职院校的合并转设工作，不再转设为职业教育本科。

## 专业设置[5]
- 商学院
- 法学院
- 教育科学与技术学院
- 中文系、影视传媒学院
- 外国语学院
- 音乐学院
- 美术学院
- 数学系
- 信息工程学院
- 体育系
- 应用哲学系
- 应用物理系
- 机电工程系
- 历史文化与旅游系
- 环境与化学工程系
- 生物技术系
- 园艺系
- 制药工程系
- 强化培养部

## 师资力量
截至2021年12月，学校有专任教师599人（含外籍教师1人），其中正高职称74人，副高职称260人，高级职称教师占专任教师总数的55.8%；45岁以下青年教师395人，占专任教师总数的65.9%；具有研究生学历的教师408人，占专任教师总数的68.1%，其中具有博士学位的教师99人，具有硕士学位的教师375人；入选江苏省高校“青蓝工程”“六大人才高峰”“333高层次人才培养工程”“青年科技人才托举工程”等各类省市高层次人才培养项目56人次，获“师德先进个人”“优秀教育工作者”“科技工作者先进典型”等称号多人。 
江苏省高校“青蓝工程”人选：尚旭东、刘尧飞、谢鹏鹏、周炎根、孙植、彭小辉、王明刚、金晶、龚春艳、许华 
江苏省“六大人才高峰”人才：王明刚 
江苏省“333高层次人才培养工程”对象：丁正山 
江苏省“青年科技人才托举工程”人选：丁沭沂 
泰州市“凤城英才”青年科技人才托举工程资助培养对象：王珏、张亮
（注：名单不全）